# Benedetto Ghirlandaio
Benedetto Ghirlandaio (Firenze, 1458 – Firenze, 17 luglio 1497) è stato un pittore italiano.

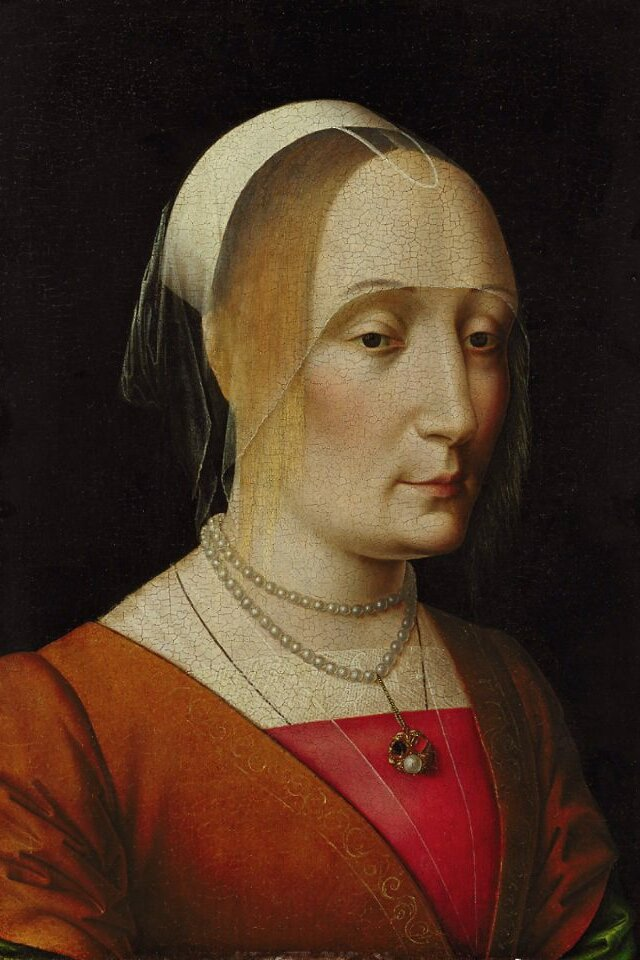
Ritratto di Donna (Minneapolis- Institute of Art)

I suoi fratelli David Ghirlandaio (1452-1525) e Domenico Ghirlandaio (1449-1494) sono stati entrambi pittori, così come è stato pittore il nipote Ridolfo del Ghirlandaio (1483-1561).
Lavorò nella bottega del più celebre fratello Domenico e tra i tre fratelli la sua è la personalità artistica meno importante.
Benedetto morì a Firenze il 17 luglio 1497.